# Saint-André-en-Barrois
Saint-André-en-Barrois ist eine französische Gemeinde mit 61 Einwohnern (Stand: 1. Januar 2022) im Département Meuse in der Region Grand Est (vor 2016: Lothringen). Die Gemeinde gehört zum Arrondissement Verdun, zum Kanton Dieue-sur-Meuse und zum Gemeindeverband Val de Meuse-Voie Sacrée.

## Geografie
Die Gemeinde Saint-André-en-Barrois liegt in der Landschaft Barrois in einem Seitental des Flusses Aire, 24 Kilometer südwestlich von Verdun. Umgeben wird Saint-André-en-Barrois von den Nachbargemeinden Souilly im Nordosten, Heippes im Osten, Beausite im Süden, Nubécourt im Westen sowie Ippécourt im Nordwesten.

## Bevölkerungsentwicklung
| Jahr                       | 1962 | 1968 | 1975 | 1982 | 1990 | 1999 | 2006 | 2011 | 2019 |
| Einwohner                  | 85   | 76   | 64   | 51   | 46   | 45   | 60   | 56   | 65   |
| Quellen: Cassini und INSEE |      |      |      |      |      |      |      |      |      |

## Sehenswürdigkeiten
- Kirche Saint-André